# QuarkXPress
QuarkXPress è un'applicazione di Desktop Publishing per Mac OS e Windows, prodotta da Quark, Inc.. La prima versione fu pubblicata nel 1987. Nello stesso anno fu introdotto il sistema delle XTension, che permetteva agli sviluppatori di creare funzioni aggiuntive per QuarkXPress.

## Storia
Ben presto, il programma raggiunse la qualità di Aldus PageMaker, applicativo tra i pionieri del DTP. Per tutti gli anni novanta, QuarkXPress è stato tra i programmi più utilizzati nel settore dell'editoria professionale, specialmente per quello inerente all'impaginazione di giornali, delle riviste, dei cataloghi, dei dépliant e manifesti, mentre il competitor PageMaker, rilevato nel 1994 da Adobe, si specializza nell'editoria dei libri.
Adobe InDesign, lanciato come diretto concorrente nel 1997, faticò molto per contrastare l'inerzia del mercato, ma riuscì finalmente nel 2002 a vendere più licenze di QuarkXPress, colpa del ritardo di quest'ultima nella commercializzazione di una versione nativa per Mac OS X. Tuttavia, anche se questo trend continuasse, ci vorrebbero ancora molti anni per convincere le aziende e i professionisti che già usano XPress a convertirsi all'impiego di InDesign. Secondo un'inchiesta di Merryll Lynch, nel 2004 la quota di mercato del software di Quark era ancora otto volte quella del concorrente.
L'ampia diffusione di QuarkXPress è dovuta essenzialmente alla produttività elevata che l'applicativo è in grado di offrire. Tra le caratteristiche principali si evidenzia il controllo del posizionamento degli elementi sulla pagina, il quale offre l'elevata precisione di 0,001 mm quasi come Pagestream. A questo si aggiungono la facile espandibilità del prodotto tramite l'utilizzo di moduli in codice binario sviluppati da Quark stessa o terze parti (molte agenzie pubblicitarie e case editrici hanno costruito cosiddetti sistemi redazionali, ambienti personalizzati di gestione del materiale e di impaginazione semi-automatica basati su QuarkXPress), evolute funzioni di scripting e una stabilità del programma generalmente citata come esemplare.
Le versioni recenti di QuarkXPress hanno posto sempre più l'accento sullo sviluppo del web design, la creazioni di documenti PDF e il supporto XML, frustrando le aspettative di una larga parte degli utenti che ritiene prioritari l'allargamento e il miglioramento delle funzioni di prepress.
Con la Versione 2019 è stata introdotta la possibilità di realizzare Flex Layout (layout flessibili) per l'esportazione di contenuti editoriali adattabili, con design responsivo, alle differenti dimensioni degli schermi di cpu desktop, laptop, smarthphone, tablet.
A fine 2023 è stata rilasciata la versione 2024, con l'integrazione di 1500 font di Google, un nuovo Visual font e palette Picture Links, la compatibilità con macOS Sonoma, il supporto al formato immagine WebP, HEIF e HEIC, il supporto alle librerie di immagini locali, all'esportazione nel formato IDML, il supporto a GREP.
QuarkXPress Passport è QuarkXPress con un supporto multilingue integrato.

## Versioni
- QuarkXPress 1 (1987)
- QuarkXPress 2 (1989)
- QuarkXPress 3 (1990)
- QuarkXPress 3.1 (1992)
- QuarkXPress 4.1 (1997)
- QuarkXPress 5 (2002)
- QuarkXPress 6 (2003)
- QuarkXPress 6.5 (2004)
- QuarkXpress 7 (2006)
- QuarkXpress 8 (2008)
- QuarkXpress 9 (2011)
- QuarkXpress 10 (2013)
- QuarkXpress2015 (2015) Version 11
- QuarkXpress2016 (2016) Version 12
- QuarkXpress2017 (2017) Version 13
- QuarkXpress2018 (2018) Version 14
- QuarkXpress2019 (2019) Version 15
- QuarkXpress2020 (2020) Version 16
- QuarkXpress2021 (2021) Version 17
- QuarkXpress2022 (2022) Version 18
- QuarkXpress2023 (2023) Version 19
- QuarkXpress2024 (2024) Version 20